# Julia Zornoza
Julia Zornoza Iriarte, "Julita" (Etxalar, Alta Navarra) fue fotógrafa y editora española. En Navarra, fue una de las primeras mujeres en retocar fotografías en un estudio. Sufrió represalias durante la guerra de 1936: tras su detención, los franquistas se la llevaron por las calles de Alsasua con el pelo cortado.

## Biografía
Nacida en Etxalar pero afincada en Alsasua, fue obligada por las autoridades franquistas a desfilar por el pueblo con la cabeza rapada en una humillante ceremonia, del brazo de su madre, al son de silbatos y panderetas, de la forma que se hizo habitual en la época. Julia era novia de un evadido y por eso la castigaron.
Nada del trabajo de Julia en fotografía ha sobrevivido hasta el día de hoy.